# 20 mars en sport
20 février 20 avril
Chronologies thématiques
- Croisades
- Ferroviaires
- Disney

Le 20 mars (79e jour de l'année ou 80e en cas d'année bissextile) en sport.

## Événements

### XIXesiècle
- 1875 :
  - (Aviron) : The Boat Race entre les équipes universitaires d'Oxford et de Cambridge. Oxford s'impose[1].
- 1886 :
  - (Football) : à Belfast (Ballynafeigh Park), l'Écosse s'impose 2-7 face à l'Irlande devant 3 500 spectateurs.
- 1892 :
  - (Rugby à XV) : finale du premier championnat de France (USFSA) de rugby. Le Racing club de France s’impose 4 à 3 face au Stade français.

### XXesièclede1901à1950
- 1932 :
  - (Hockey sur glace) : la Suède remporte le championnat d'Europe devant l’Autriche.
- 1949 :
  - (Omnisports) : Création du club marocain le Raja Club Athletic.

### XXesièclede1951à2000
- 1999 :
  - (Handball) : l'Allemagne remporte la Coupe du monde en s'imposant en finale contre la Russie, 23-22.

### XXIesiècle
- 2004
  - (Cyclisme) : l'espagnol Óscar Freire gagne le Milan-San Remo.
- 2005 :
  - (Formule 1) : Grand Prix automobile de Malaisie.
  - (Rugby à sept) : Coupe du monde de rugby à sept : Fidji est champion du monde en s'imposant en finale face à la Nouvelle-Zélande, 29-19.
  - (Saut à ski) : le Norvégien Bjørn Einar Romøren bat le record du monde de distance sur le tremplin de Planica en Slovénie. Son saut est mesuré à 239 m.
- 2006
  - (Natation) : à Melbourne, lors de l'avant-dernière journée des épreuves de natation des jeux du Commonwealth, Leisel Jones bat le record du monde du 100 m brasse en 1 min 05 s 09.
- 2010
  - (Rugby à XV) : au Stade de France à Saint-Denis, lors de la dernière rencontre du Tournoi des 6 nations 2010 contre l'Angleterre, le XV de France remporte son 9e grand chelem de son histoire sous le score de 12 à 10.
  - (Voile) : Franck Cammas bat sur Groupama 3 le record du monde du tour en équipage du trophée Jules-Verne, le portant à 48 jours, 7 heures, 44 minutes et 52 secondes.
- 2025 :
  - (Olympisme /CIO) : la Zimbabwéenne Kirsty Coventry est élue présidente du CIO dès le premier tour du scrutin[2],[3]. Elle devient la première femme et la première Africaine à occuper ce poste[4]. Elle succédera à Thomas Bach le 23 juin prochain.

## Naissances

### XIXesiècle
- 1856 :
  - Frederick Winslow Taylor, joueur de tennis puis industriel américain. († 21 mars 1915).
- 1885 :
  - Vernon Ransford, joueur de cricket australien. (20 sélections en test cricket). († 19 mars 1958).
- 1895 :
  - Robert Benoist, pilote de courses automobile et résistant français. († 12 septembre 1944).

### XXesièclede1901à1950
- 1903 :
  - Vincent Richards, joueur de tennis américain. Champion olympique du simple et du double puis médaillé d'argent du double mixte aux Jeux de Paris 1924. († 28 septembre 1959).
- 1905 :
  - Jean Galia, joueur de rugby à XV  puis de rugby à XIII et dirigeant sportif français. (20 sélections en Équipe de France de rugby à XV et 5 avec celle de rugby à XIII). († 18 janvier 1949).
- 1911 :
  - Young Perez, boxeur tunisien. Champion du monde de boxe poids mouches de 1931 à 1932. († 22 janvier 1945).
- 1930 :
  - Chuck Darling, joueur de basket-ball américain. († 1er mai 2021).
- 1932 :
  - Tetsuo Okamoto, nageur brésilien. Médaillé de bronze du 1 500 m aux Jeux d'Helsinki 1952. († 1er octobre 2007).
- 1940 :
  - Sergei Likhachev, joueur de tennis soviétique puis russe.
  - Giampiero Moretti, pilote de courses automobile d'endurance italien. († 14 janvier 2012).
- 1945 :
  - Roger Magnusson, footballeur suédois. (14 sélections en équipe nationale).
  - Pat Riley, basketteur puis entraîneur américain.
- 1947 :
  - Victor Boffelli, joueur de rugby à XV puis entraîneur français. (18 sélections en équipe de France).
- 1948 :
  - Bobby Orr, hockeyeur sur glace puis entraîneur canadien.

### XXesièclede1951à2000
- 1952 :
  - Anand Amritraj, joueur de tennis indien.
  - Geoff Brabham, pilote de courses automobile d'endurance australien. Vainqueur des 24 Heures du Mans 1993.
- 1954 :
  - Patrick Abada, athlète de sauts à la perche français.
- 1957 :
  - Jean Castaneda, footballeur puis entraîneur français. (9 sélections en équipe de France).
- 1959 :
  - Martin Short, pilote de courses automobile d'endurance britannique.
- 1961 :
  - Jesper Olsen, footballeur danois. (43 sélections en équipe nationale).
- 1963 :
  - Yelena Romanova, athlète de fond et de demi-fond soviétique puis russe. Championne olympique du 3 000 m aux Jeux de Barcelone 1992. Champion d'Europe d'athlétisme du 10 000 m 1990. († 28 janvier 2007).
- 1969 :
  - Caroline Brunet, kayakiste canadienne. Médaillée d'argent du 500 m aux Jeux d'Atlanta 1996 et aux Jeux de Sydney 2000 puis de bronze du 500 m aux Jeux d'Athènes 2004. Championne du monde de canoë-kayak 200 m 1995 et 2003, championne du monde de canoë-kayak du 200, du 500 et 1000 m 1997 et 1999, championne du monde de canoë-kayak du 200 et du 500 m 1998.
  - Fabien Galthié, joueur de rugby XV puis entraîneur et consultant TV français. Vainqueur des Grand Chelem 1997, 1998 et 2002 et du Challenge européen 1998. (64 sélections en équipe de France). Sélectionneur de l'équipe de France depuis 2019.
  - Christophe Juillet, joueur de rugby à XV français. (18 sélections en équipe de France).
- 1971 :
  - Stéphane Heulot, cycliste sur route français.
- 1972 :
  - Pedro Lamy, pilote de F1 et de courses automobile d'endurance portugais.
  - Ralph Meichtry, pilote de courses automobile d'endurance suisse.
- 1974 :
  - Carsten Ramelow, footballeur allemand. (46 sélections en équipe nationale).
  - Kevin Sullivan, athlète de fond et de demi-fond canadien.
- 1975 :
  - Maylis Bonnin, joueuse de rugby à XV puis entraîneuse française. Victorieuse des Grand Chelem 2002, 2004 et 2005. (57 sélections en équipe de France).
  - Lacena Golding-Clarke, athlète de haies et de sauts en longueur jamaïcain.
  - Isolde Kostner, skieuse alpine italienne. Médaillée de bronze de la descente et du super-G aux Jeux de Lillehammer 1994 puis médaillée d'argent de la descente aux Jeux de Salt Lake City 2002. Championne du monde de ski alpin du super-G 1996 et 1997.
  - Hans Petter Buraas, skieur alpin norvégien. Champion olympique du slalom aux Jeux de Nagano 1998.
- 1977 :
  - Frédéric Finot, cycliste sur route français.
- 1979 :
  - Keven Mealamu, joueur de rugby à XV néo-zélandais. Champion du monde de rugby à XV 2011. Vainqueur des Tri-nations 2003, 2005, 2006, 2007, 2008 et 2010. (110 sélections en équipe nationale).
  - Silvia Navarro, handballeuse espagnole. Médaillée de bronze aux Jeux de Londres 2012. Victorieuse de Coupe EHF de handball féminin 2009 puis de la Coupe Challenge de handball féminin 2016. (159 sélections en équipe nationale).
- 1980 :
  - Jamal Crawford, basketteur américain.
- 1982 :
  - Éliane Saholinirina, athlète de demi-fond malgache.
- 1983 :
  - Eiji Kawashima, footballeur japonais. Champion d'Asie de football 2011. (83 sélections en équipe nationale).
  - Jeanette Kwakye, athlète de sprint britannique.
- 1984 :
  - Valtteri Filppula, hockeyeur sur glace finlandais. Médaillé de bronze aux Jeux de Vancouver 2010.
  - Fernando Torres, footballeur espagnol. Champion du monde de football 2010. Champion d'Europe de football 2008 et 2012. Vainqueur de la Ligue des champions 2012 et de la Ligue Europa 2013. (110 sélections en équipe nationale).
- 1985 :
  - Morgan Amalfitano, footballeur français. (1 sélection en Équipe de France de football).
- 1986 :
  - Jonathan Delaplace, footballeur français.
  - Beñat Intxausti, cycliste sur route espagnol.
  - Maxime Martin, pilote de courses automobile d'endurance belge.
  - Katja Medved, volleyeuse slovène. (34 sélections en équipe nationale).
  - Rémi Saudadier, poloïste français.
- 1987 :
  - Craig Jones, footballeur gallois. (3 sélections en équipe nationale).
  - Sergueï Kostitsyne, hockeyeur biélorusse et russe.
  - Naima Fadel, footballeuse internationale marocaine.
- 1989 :
  - Matthieu Dreyer, footballeur français.
  - Yoris Grandjean, nageur belge.
  - Jean-Charles Valladont, archer français. Médaillé d'argent en individuel aux Jeux de Rio 2016.
- 1990 :
  - Charlon Kloof, basketteur néerlandais.
  - Marcos Rojo, footballeur argentin. Vainqueur de la Copa Libertadores 2009. (43 sélections en équipe nationale).
- 1991 :
  - Kévin Mondésir, basketteur français.
  - Jakub Piątek, pilote de rallye-raid moto et de motocross polonais.
  - Alexis Pinturault, skieur alpin français. Médaillé de bronze du géant aux Jeux de Sotchi 2014. Champion du monde de ski alpin en mixte 2017.
  - Oliver Webb, pilote de courses automobile d'endurance britannique.
- 1992 :
  - Lara Arruabarrena, joueuse de tennis espagnole.
  - Justin Faulk, hockeyeur américain.
  - Cyrielle Peltier, joueuse de squash française.
  - Baïssama Sankoh, footballeur franco-guinéen. (15 sélections avec l'équipe de Guinée).
- 1993 :
  - JaKarr Sampson, basketteur américain.
  - Sloane Stephens, joueuse de tennis américaine.
- 1994 :
  - Alexandre Mendy, footballeur français.
  - Silje Waade, handballeuse norvégienne. Championne d'Europe féminin de handball 2016. (19 sélections en équipe nationale).
- 1996 :
  - Yann Schrub, athlète de demi-fond français. Médaillé de bronze du 10 000m aux CE 2022.
- 1998 :
  - Boriša Simanić, basketteur serbe.
  - Yoon Jong-gyu, footballeur sud-coréen.
- 2000 :
  - Barbra Banda, footballeuse zambienne.
  - Sireli Maqala, joueur de rugby à XV et à sept fidjien. Champion olympique aux Jeux de Tokyo 2020. (5 sélections avec l'équipe des Fidji de rugby à XV et 12 avec celle de rugby à sept).

### XXIesiècle
- 2004 :
  - Šimun Hrgović, footballeur croate.

## Décès

### XIXesiècle
- 1894 :
  - Albert Meysey-Thompson, 45 ans, footballeur anglais. (° 13 juillet 1848).

### XXesièclede1901à1950
- 1921 :
  - Segar Bastard, 67 ans, footballeur puis arbitre anglais. (1 sélection en équipe nationale). (° 25 janvier 1854).
- 1937 :
  - Henry Holmes Stewart, 89 ans, footballeur écossais. (° 8 novembre 1847).

### XXesièclede1951à2000
- 1953 :
  - Fred Parfitt, 83 ans, joueur de rugby à XV gallois. Vainqueur du Tournoi britannique de rugby à XV 1893. (9 sélections en équipe nationale)). (° 12 août 1869).
- 1959 :
  - Joe Tracy, 85 ans, pilote automobile irlando-américain. (° 22 mars 1873).
- 1961 :
  - Louis-Bernard Dancausse, 72 ans, dirigeant de football français. Président de l'OM de 1945 à 1951 puis président du Groupement des clubs professionnels de 1956 à 1961. (° 6 octobre 1888).
- 1962 :
  - Henri Mouton, 80 ans, footballeur français. (5 sélections en équipe de France). (° 12 avril 1881).
- 1965 :
  - Louis de Fleurac, 88 ans, athlète de fond, de demi-fond et de steeple français. Médaillé de bronze du 3 miles par équipes aux Jeux de Londres 1908. (° 19 novembre 1876).
- 1971 :
  - Joseph Delvecchio, 86 ans, footballeur français. (1 sélection en équipe de France). (° 23 juin 1885).
- 1978 :
  - Jacques Brugnon, 82 ans, joueur de tennis français. Médaillé d'argent en double aux Jeux de Paris 1924. Vainqueur des Coupe Davis 1927, 1928, 1930, 1931 et 1932. (° 11 mai 1895).
- 1981 :
  - David Prophet, 43 ans, pilote automobile britannique. (° 9 octobre 1937).
- 1984 :
  - Stan Coveleski, 94 ans, joueur de baseball américain. (° 13 juillet 1889).
- 1995 :
  - Werner Liebrich, 68 ans, footballeur allemand. Champion du monde de football 1954. (16 sélections en équipe nationale). (° 18 janvier 1927).
- 1997 :
  - Tony Zale, 83 ans, boxeur américain. Champion du monde poids moyens de boxe de 1940 à 1947 et en 1948. (° 29 mai 1913).

### XXIesiècle
- 2014 :
  - Hideraldo Luis Bellini, 83 ans, footballeur brésilien. Champion du monde de football 1958 et 1962. (51 sélections en équipe nationale). (° 21 juin 1930).